# Công quốc Lucca
Công quốc Lucca là một quốc gia nhỏ của Ý tồn tại từ năm 1815 đến năm 1847. Thủ đô là thành phố Lucca. Đến Đại hội Vienna năm 1815, Công quốc quay trở lại với Tuscany khi kết thúc dòng họ quân vương Bourbon-Parma hoặc khi dòng tộc này giành được một lãnh thổ khác, cả hai đều xảy ra vào năm 1847, khi Marie Louise xứ Áo qua đời và Bourbon-Parma khôi phục lại Công quốc Parma. Theo đạo luật cuối cùng của Đại hội Vienna, Công quốc Lucca sau này thuộc quyền sở hữu của Đại công quốc Toscana, đã bị Vương quốc Sardegna (Piemonte) sáp nhập vào năm 1860.
Công quốc này do Đại hội Vienna thành lập vào năm 1815, ngoài Cộng hòa Lucca cũ và Thân vương quốc Lucca và Piombino từng nằm dưới sự cai trị của Elisa Bonaparte. Nó được tạo ra để bù đắp cho Nhà Bourbon-Parma vì đã để mất Công quốc Parma vốn được trao cho Marie Louise xứ Áo.
Năm 1817, Maria Luisa xứ Tây Ban Nha, cựu vương hậu của Vương quốc Etruria, nắm quyền cai trị Lucca. Bà cũng là mẹ của Carlo Ludovico xứ Parma, người thừa kế Công quốc Parma của nhà Nhà Bourbon-Parma. Điều này tuân theo Hiệp ước Paris (1815), xác nhận cả địa vị chủ quyền của bà ở Lucca và địa vị của con trai bà là người thừa kế Parma nhằm kế vị Marie Louise.
Sau cái chết của Maria Luisa vào năm 1824, Carlo Ludovico nắm quyền điều hành công quốc này. Năm 1847, Carlo kế thừa Công quốc Parma, và rời Lucca, nơi bị Đại công quốc Toscana sáp nhập trở lại.
Từ năm 1815 đến năm 1818, quốc kỳ của Lucca có sọc ngang màu vàng và đỏ. Từ ngày 7 tháng 11 năm 1818, đến năm 1847, lá cờ này có màu trắng, với huy hiệu của Maria Luisa và lá cờ vàng-đỏ trên tổng thể quốc kỳ.

## Công tước xứ Lucca (1815–1847)
| Tên            | Tuổi thọ                                             | Bắt đầu trị vì      | Kết thúc trị vì                               | Ghi chú                                                                        | Dòng dõi          | Hình                                 |
| -------------- | ---------------------------------------------------- | ------------------- | --------------------------------------------- | ------------------------------------------------------------------------------ | ----------------- | ------------------------------------ |
| Maria Luisa    | 6 tháng 7 năm 1782 – 13 tháng 3 năm 1824 (41 tuổi)   | 9 tháng 6 năm 1815  | 13 tháng 3 năm 1824                           | Chỉ chấp nhận lễ tấn phong vào năm 1817; cấp bậc và đặc quyền của một nữ vương | Nhà Borbón        | María Luisa Josefina của Tây Ban Nha |
| Carlo Ludovico | 22 tháng 12 năm 1799 – 16 tháng 4 năm 1883 (83 tuổi) | 13 tháng 3 năm 1824 | 17 tháng 12 năm 1847 (Công quốc bị thôn tính) | Con trai của Maria Luisa                                                       | Nhà Borbone-Parma | Carlo Ludovico                       |

## Biểu tượng

Công quốc Lucca (1815-1818)
Công quốc Lucca (1818-1824)
Công quốc Lucca (1824–1847)
Cờ Thương thuyền (1819)
Cờ Thương thuyền (1820)
Quốc huy (1815-1824)
Quốc huy ở giữa (1824-1847)